# كأس ملك إسبانيا 2013–14

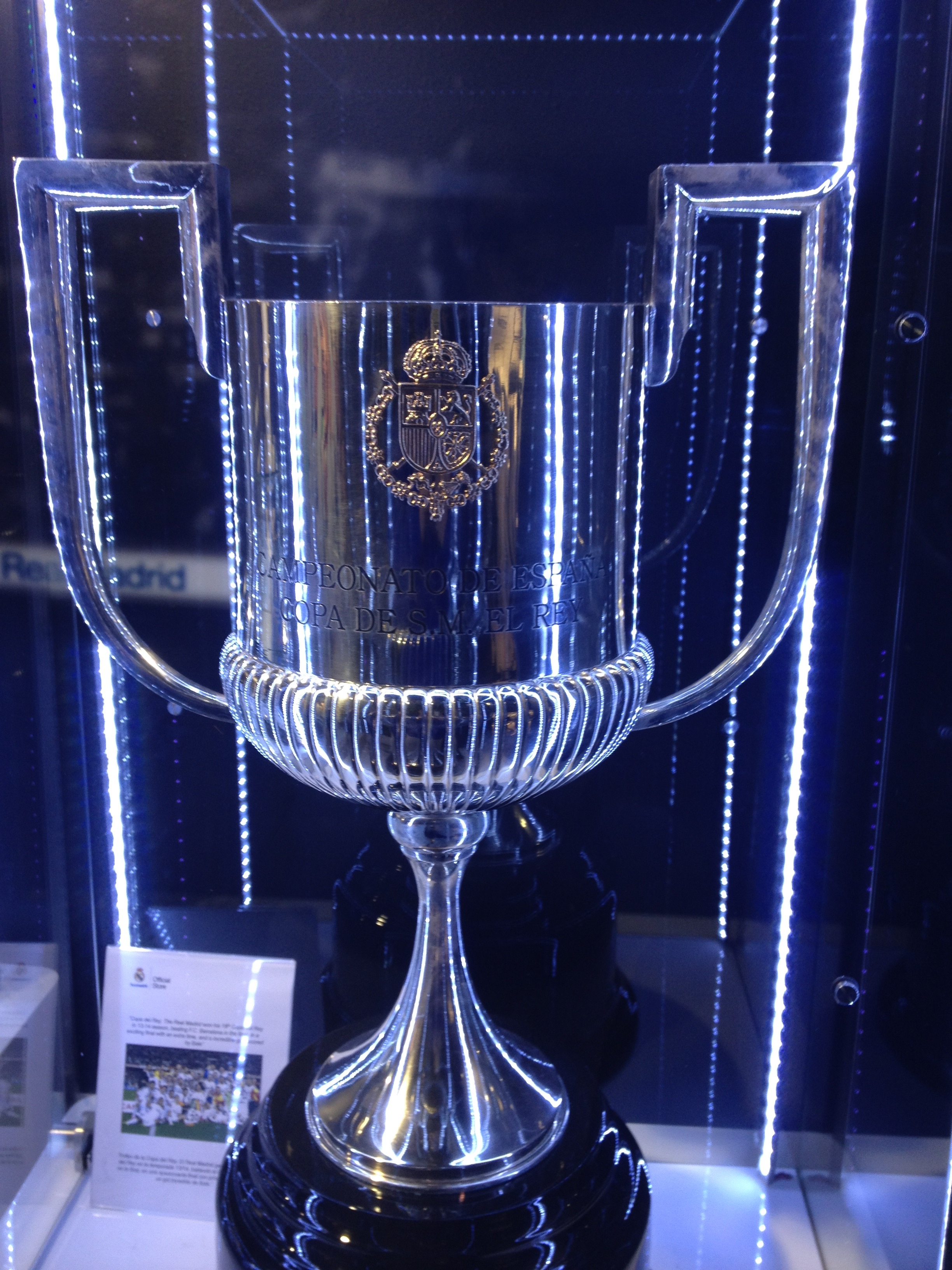
كأس نسخة 2013–14.

كان موسم 2013–14 الموسم رقم 112 في تاريخ كأس ملك إسبانيا. بدأت المنافسة يوم الرابع من سبتمبر 2013 وانتهت في السادس عشر من أبريل 2014. نُظم النهائي في ملعب المستايا في مدينة فالنسيا.
فاز بهذه البطولة ريال مدريد للمرة التاسعة عشر في تاريخه بعد تغلبه على برشلونة في النهائي بنتيجة 2–1. وهي سابع مرة في تاريخ المنافسة يلتقي فيها ريال مدريد ببرشلونة في النهائي. آخرها كانت عام 2011 ولُعبت في ذات الملعب.

## الفرق المتأهلة
شاركت الفرق التالية في نسخة 2013–14 من كأس ملك إسبانيا.
20 فريقًا من الدوري الإسباني 2013–14:
| - ألميريا - فالنسيا - أتلتيكو مدريد - أتلتيك بيلباو - إشبيلية - ريال مدريد - بياريال | - سيلتا فيغو - مالقا - برشلونة - ريال سوسيداد - رايو فاييكانو - إسبانيول - خيتافي | - إلتشي - ريال بيتيس - ليفانتي - غرناطة - أوساسونا - ريال بلد الوليد |

20 فريقًا من دوري الدرجة الثانية الإسباني.
35 فريقًا من دوري الدرجة الثانية الإسباني ب.
8 فرق من دوري الدرجة الثالثة الإسباني.

## الهدافون

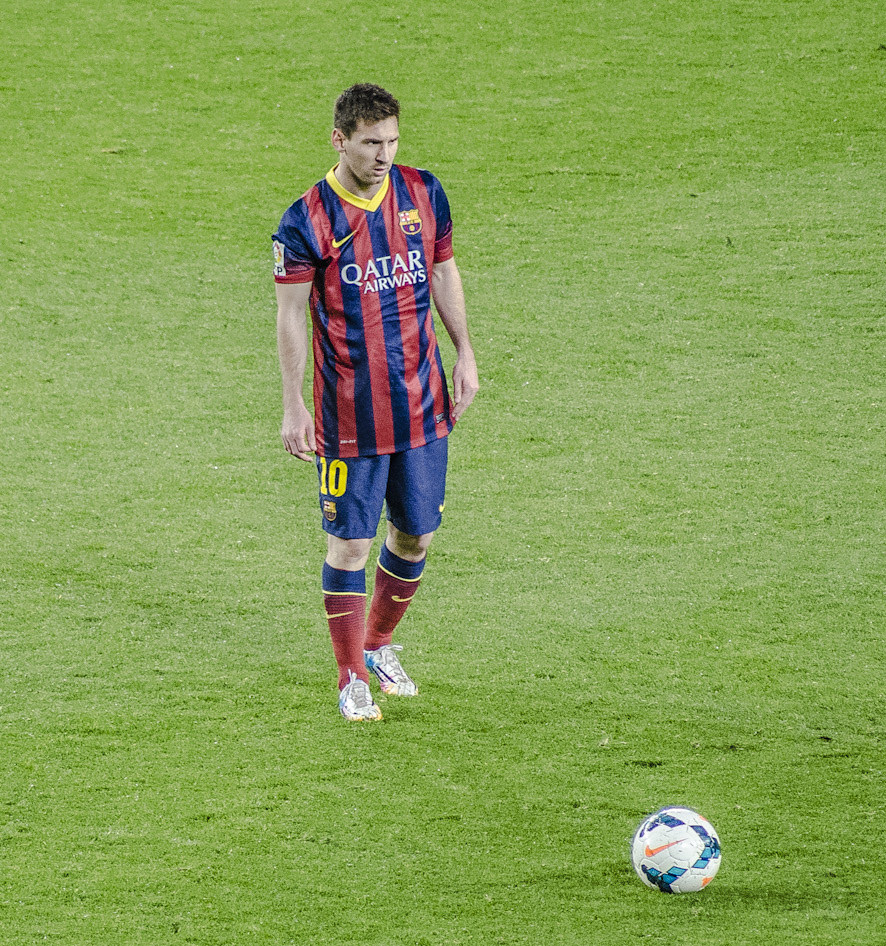
الأرجنتيني ليونيل ميسي هداف البطولة بخمسة أهداف.

| الترتيب | اللاعب            | النادي           | الأهداف |
| ------- | ----------------- | ---------------- | ------- |
| 1       | ليونيل ميسي       | برشلونة          | 5       |
| 2       | أنخيل دي ماريا    | ريال مدريد       | 4       |
| 2       | سيسك فابريغاس     | برشلونة          | 4       |
| 2       | راؤول غارسيا      | أتلتيكو مدريد    | 4       |
| 5       | أنطوان غريزمان    | ريال سوسيداد     | 3       |
| 5       | كريستيانو رونالدو | ريال مدريد       | 3       |
| 5       | كريستيان تيو      | برشلونة          | 3       |
| 5       | خيسوس إماز        | ييدا             | 3       |
| 5       | خيسي رودريغيز     | ريال مدريد       | 3       |
| 5       | ممادو كوني        | راسينغ سانتاندير | 3       |
| 5       | بيدرو رودريغيز    | برشلونة          | 3       |
| 5       | أوسكار بلانو      | ألكوركون         | 3       |
| 5       | أبدون براتس       | بورغوس           | 3       |